# Identité bretonne
Cet article concerne une association. Pour la notion d'identité bretonne, voir Culture bretonne.
Identité bretonne est une association bretonne créée en 1995 au sein d'une commission du Pobl et déclarée le 10 juin 1996 en Préfecture de Rennes par Lionel Chenevière (membre de l'Institut culturel de Bretagne) qui la présida jusqu'en 2004. Dès le début de sa création Identité bretonne comptait plus de 120 adhérents et de nombreux sympathisants. Depuis 2004, elle a été présidée successivement par Hervé Bouché † (2004 à 2009) puis par Loeiz le Bec † (2009 à 2011). L'association est membre du Conseil Culturel de Bretagne.

## Buts
Identité bretonne vise la reconnaissance et la promotion de l’identité bretonne dans ses différents aspects, notamment : historique, territorial, linguistique (y compris dans sa spécificité gallaise) mais aussi culturel, patrimonial, écologique, cela tant en Bretagne historique qu'en France ou qu'à l'étranger.

## Activités
- mise en place de plusieurs expositions : Histoire de la Bretagne, Sept saints fondateurs ;
- soutien actif pour la réunification administrative de la Bretagne ;
- soutien pour la ratification, par la France, de la Charte européenne des langues régionales ou minoritaires ;
- tenue d’un stand « langue bretonne » depuis 1997 à Expolangues.

## Publications
- Identité bretonne, votre avenir, par Marcel Texier, 16 pages A5, 1996.
- 830 à 1532 : l'Histoire de la Bretagne de Nominoë au traité d'Union, 48 pages A4, couleurs, dépôt légal 1er trimestre 1998.
- Charte européenne des langues régionales ou minoritaires, texte intégral + rapport explicatif + les 39 engagements signés par la France, 24 pages A4 - 2e édition 2000.
- Équipements et transports en Bretagne pour un monde moderne, par Jean Cévaër, 24 pages A5, 2000. (épuisé)
- L'aménagement du territoire… des territoires légitimes aux ensembles pertinents, par Jean Cévaër, 28 pages A5, 2001. (épuisé)
- Identité et territoire, par Jean Cévaër, 16 pages A5, 2002.